# Sammy Chung
Cyril Chung, detto Sammy (Abingdon-on-Thames, 16 luglio 1932 – Shropshire, 28 agosto 2022), è stato un calciatore e allenatore di calcio inglese di origini cinesi, di ruolo attaccante.

## Carriera

### Club
Chung nacque ad Abingdon-on-Thames da padre cinese e madre inglese. Iniziò la propria carriera calcistica tra le file dell'Abingdon Town nel 1949, prima di trasferirsi all'Headington United l'anno successivo. 
Nel 1953 si trasferì al Reading che allora militava nella Third Division South, anche se non poté firmare un contratto come giocatore professionista prima della fine del suo servizio militare. Durante la stagione 1953-1954 riuscì a mettere a referto quattro reti in cinque presenze, mentre la stagione successiva migliorò la propria media realizzativa segnando otto reti in 17 presenze di campionato.
Il 1º gennaio 1955 venne ufficializzato il suo passaggio al Norwich City. In due annate riuscì a collezionare 47 presenze e nove reti in campionato prima di essere ceduto al Watford. La sua prima annata alla corte degli Hornets fu negativa per la squadra che a fine stagione si vide retrocessa in Fourth Division, ma la stagione successiva il club riuscì a risalire immediatamente in terza divisione sfiorando addirittura la promozione in Second Division per due volte. Si ritirò dalle attività agonistiche nel 1965 dopo aver totalizzato 242 presenze e messo a segno 24 reti con la maglia del Watford.

### Allenatore
Chung iniziò a fare le prime esperienze da allenatore quando era ancora tesserato come giocatore del Watford, all'epoca allenato da Bill McGarry. Quando quest'ultimo lasciò la panchina del Watford per accasarsi su quella dell'Ipswich Town, decise di portarsi dietro proprio Chung come suo collaboratore. 
Dopo un breve periodo sulla panchina dell'IFK Västerås, seguì nuovamente McGarry al Wolverhampton, dove insieme guidarono la squadra alla vittoria della Carabao Cup nel 1974, finendo poi per retrocedere due anni più tardi. Dopo le dimissioni di McGarry, Chung divenne il nuovo tecnico della squadra. Alla guida dei Wolves riuscì a ottenere la promozione in massima serie da primi in classifica, portando la squadra al quindicesimo posto nella stagione successiva. Tuttavia, nella stagione 1978-79 la squadra ebbe un notevole calo di prestazione finendo per totalizzare una serie di 11 sconfitte in 14 gare, cosa che, dopo alcune contestazioni da parte della tifoseria, portò la società ad esonerarlo.
Dopo un periodo all'estero negli Emirati Arabi Uniti, nel 1985 tornò ad allenare in Inghilterra come assistente tecnico di Mick Mills sulla panchina dello Stoke City, dove rimase per cinque anni prima di entrare nello staff dirigenziale del Blackburn Rovers nel 1991. Nel gennaio 1992 venne nominato nuovo allenatore del Tamworth, dove rimase per un anno. Nel luglio 1994 approdò sulla panchina del Doncaster Rovers, rimanendovi fino all'estate del 1996: le due annate alla guida del club iniziarono in modo promettente sul campo, pur mancando in entrambi i casi la promozione.
Nel 1999 Chung divenne direttore sportivo nelle Barbados.
È deceduto il 28 agosto 2022 in una casa di cura nello Shropshire all'età di 90 anni.

## Palmarès

### Allenatore

#### Competizioni nazionali
- Second Division: 1

Wolverhampton: 1976-1977